# ميل كارناهان
ميل كارناهان هو ضابط ومحامي وقاضي وطيار وسياسي أمريكي، ولد في 11 فبراير 1934 في بريتش تري في الولايات المتحدة، وتوفي في 16 أكتوبر 2000 في مقاطعة جيفيرسون في الولايات المتحدة. نشط حزبياً في الحزب الديمقراطي.

## مناصب
- انتخب أمين صندوق الدولة [الإنجليزية]‏.
- انتخب حاكم ميسوري  [لغات أخرى]‏ (11 يناير 1993 – 16 أكتوبر 2000).
- انتخب عضو مجلس نواب ولاية ميزوري ‏ (1963 – 1967).
- انتخب State Treasurer of Missouri [الإنجليزية]‏ (12 يناير 1981 – 14 يناير 1985).
- انتخب Lieutenant Governor of Missouri ‏ (9 يناير 1989 – 11 يناير 1993).